# مشروع فيستا
مشروع فيستا (بالإنجليزية: Project Vista) كان عبارة عن دراسة على قِدْر عالٍ من السرية أجراها مجموعة بارزة من الفيزيائيين، والباحثين، والضباط العسكريين، والعاملين في معهد كاليفورنيا للتقانة في الفترة ما بين 1 إبريل و 1 ديسمبر من عام 1951م. واستمدّ البحث اسمه من فندق فيستا ديل أرويوفي مدينة باسادينا الواقعة في ولاية كاليفورنيا الأمريكية، حيث اخْتِير الفندق مقرًّا لإدارة الدراسة. كان الهدف الأصلي للمشروع هو دراسة التحسينات الممكنة إجراؤها على التنسيق بين القوات الأرضية وعمليات الحرب الجوية التكتيكية. في بداية المشروع، لم تكن الدراسة محددة بمنطقة معينة، ولكن سرعان ما توجه التركيز نحو الجزء الغربي من أوروبا باعتبار أن التهديد المباشر لكل من أوروبا، والولايات المتحدة، وحِلْف الناتو كان الاتحاد السوفيتي. وجرى إخفاء التقرير بِمُجَرَّد الانتهاء منه، وكُشِفَتْ السِّرِّيَّة عن جزء منه فقط عام 1980م.